# الهوية الفلسطينية
الهوية الفلسطينية هو مصطلح يشير إلى العرب الذين عاشوا في فلسطين على مدى ويستخدم للدلالة على الفلسطينيين الذين ينحدرون من أصول عربية لتمييزهم عن أي مقيمين آخرين على الأراضي الفلسطينية، وخاصة اليهود الفلسطينيون.

## لمحة تاريخية
كانت كلمة "فلسطيني" أثناء حقبة الانتداب البريطاني في فلسطين تُشير إلى أي شخص يولد في منطقة فلسطين أو ينحدر منها على اختلاف الطوائف الدينية مسلمة أو مسيحية أو يهودية، ومن جميع الأعراق والإثنيات بما في ذلك السامريون والدروز وشعب الدوم والبدو والمجتمعات اليهودية التي أقامت في فلسطين لقرون قبل بدء الهجرة الصهيونية، ولكن بعد حرب فلسطين عام 1948 وإقامة دولة إسرائيل أصبح مصطلح "فلسطيني" يُطلق فقط على الأفراد المنتمين لمجتمعات غير يهودية والذين ولدوا في الضفة الغربية وقطاع غزة، بالإضافة إلى اللاجئين الفلسطينيين الذين يعيشون في دول الشرق الأوسط كالأردن ولبنان وسوريا وغيرهم من سكان الشتات الفلسطيني في جميع أنحاء العالم، بينما اعتبر الأفراد المنتمين لعائلات يهودية "إسرائيليين" بعدما حصلوا على هويات إسرائيلية، وأصبح يُشار إلى الفلسطينيين غير اليهود الذين حصلوا على الجنسية الإسرائيلية بمصطلح "عرب 48" أو "عرب إسرائيل". يرى البعض أنّ لفظة "فلسطيني" تشير أيضًا إلى جميع العرب من قاطني منطقة جنوب بلاد الشام خلال حقبة الانتداب البريطاني في هذه المنطقة، وهو ما يعني أن سكان الأردن والدروز هم فلسطينيون أيضا.

### اللاجئون الفلسطينيون
تُعرِّف وكالة الأمم المتحدة لإغاثة وتشغيل اللاجئين (الأونروا) اللاجئين الفلسطينيين على أنهم أولئك الأفراد الذين أقاموا بصورة طبيعية في الفترة ما بين حزيران/يونيو من عام 1946 وحتى مايو/أيار من عام 1948 في الأرض التي تُعرف الآن بإسرائيل، لكنهم خرجوا منها خلال حرب عام 1948. يشمل التعريف أيضًا أحفاد هؤلاء الأفراد حيث تقدم الأونروا المساعدة للاجئين الفلسطينيين وكذلك للأحفاد الذين ينحدرون من عائلات أقامت على الأراضي الفلسطينية في الفترة ما بين حزيران 1946 وأيار 1948.